# Batracobdelloides amnicolus
Batracobdelloides amnicolus — вид плоских пиявок (Glossiphoniidae).

## Название
Родовое название Batracobdelloides происходит от наименования близкого рода пиявок Batracobdella (латинский суффикс -oides имеет значение «близкий, похожий»), в свою очередь, происходящего от греческого βάτραχος «лягушка» и βδέλλα «пиявка» — Batracobdella является эктопаразитом лягушек.
Изначально вид был описан как Batracobdella amnicola (Moore, 1958). Затем этот вид был определён как тождественный Batracobdelloides tricarinatus (Oosthuizen, 1989). Наконец, эти два вида снова были разделены (Bolotov et al., 2019), вследствие чего закрепилось название Batracobdelloides amnicolus stat. rev.

## Описание
Указывается, что Batracobdelloides amnicolus является видом, очень близким к Batracobdelloides tricarinatus и по большинству признаков совпадает с ним, но отличается более высокой степенью редукции передней пары глаз. 

## Образ жизни
Обитает в пресных водоёмах. Эктопаразит. Показано питание как рыбами, так и амфибиями — головастиками и взрослыми бесхвостыми. Судя по всему, перечень потенциальных хозяев среди рыб весьма широк.

## Распространение
Обнаружена на территории Южно-Африканской республики и Намибии. 

## Таксономия
Наиболее близкий вид — Batracobdelloides tricarinatus (обитает на севере Африки и Ближнем Востоке), иногда рассматривавшаяся как вид, тождественный Batracobdelloides amnicolus. Молекулярные данные показали, что различия между ними достаточно велики (COI p-distance 5,8 %). Другим близким видом является Batracobdelloides koreanus, распространённая в Азии.